# Rosa 'Mme Grégoire Staechelin'
'Madame Grégoire Staechelin' (el nombre de la obtención registrada 'Mme Grégoire Staechelin'), es un cultivar de rosa trepador que fue conseguido en España en 1927 por el rosalista catalán P. Dot. También se conoce por el nombre 'Spanish Beauty '. Es una de las rosas más conocidas del mundo.

## Descripción
Madame Grégoire Staechelin' es una rosa moderna cultivar del grupo híbrido de té Trepador.
El cultivar procede del cruce de 'Frau Karl Druschki' (Híbrido  Perpetual, Lambert, 1901) x 'Château de Clos Vougeot'.
Las formas arbustivas del cultivar tienen un gran porte trepador y alcanza de 245 a 610 cm de alto por 305 a 610 cm de ancho. Las hojas son de color verde claro y brillante.
Sus delicadas flores de color mezcla de rosa de fragancia moderada. Grandes, semi-dobles (9 a 16 pétalos), forma flor con volantes. Primavera o verano son las épocas de máxima floración, si se le hacen podas más tarde tiene después floraciones dispersas.
Esta rosa es popular entre los jardineros, ya que es muy resistente y soporta la sombra. Es compatible con frío y resiste la enfermedad.

## Origen
El cultivar fue desarrollado en España por el prolífico rosalista catalán P. Dot en 1927.
'Madame Grégoire Staechelin' es una rosa híbrida tetraploide con ascendentes parentales de 'Frau Karl Druschki' (Híbrido  Perpetual, Lambert, 1901) x 'Château de Clos Vougeot'.
La obtención fue registrada bajo el nombre cultivar de 'Mme Grégoire Staechelin' por P. Dot en 1927 y se le dio el nombre comercial de 'Madame Grégoire Staechelin'.
El cultivar también se conoce como 'La Belle Espagnole' y 'Spanish Beauty'.

## Premios y galardones
Ostenta el premio de Award of Garden Merit otorgado por la Royal Horticultural Society.

## Cultivo
Aunque las plantas están generalmente libres de enfermedades, es posible que sufran de punto negro en climas más húmedos o en situaciones donde la circulación de aire es limitada.
Las plantas toleran la sombra, a pesar de que se desarrollan mejor a pleno sol. En América del Norte son capaces de ser cultivadas en USDA Hardiness Zones 6b a 10a.
La resistencia y la popularidad de la variedad han visto generalizado su uso en cultivos en todo el mundo.
Puede ser utilizado para jardín, paisaje o pilar. Muy vigoroso. resistente a la sequía. produce ramas decorativas. Muy resistente a las enfermedades.

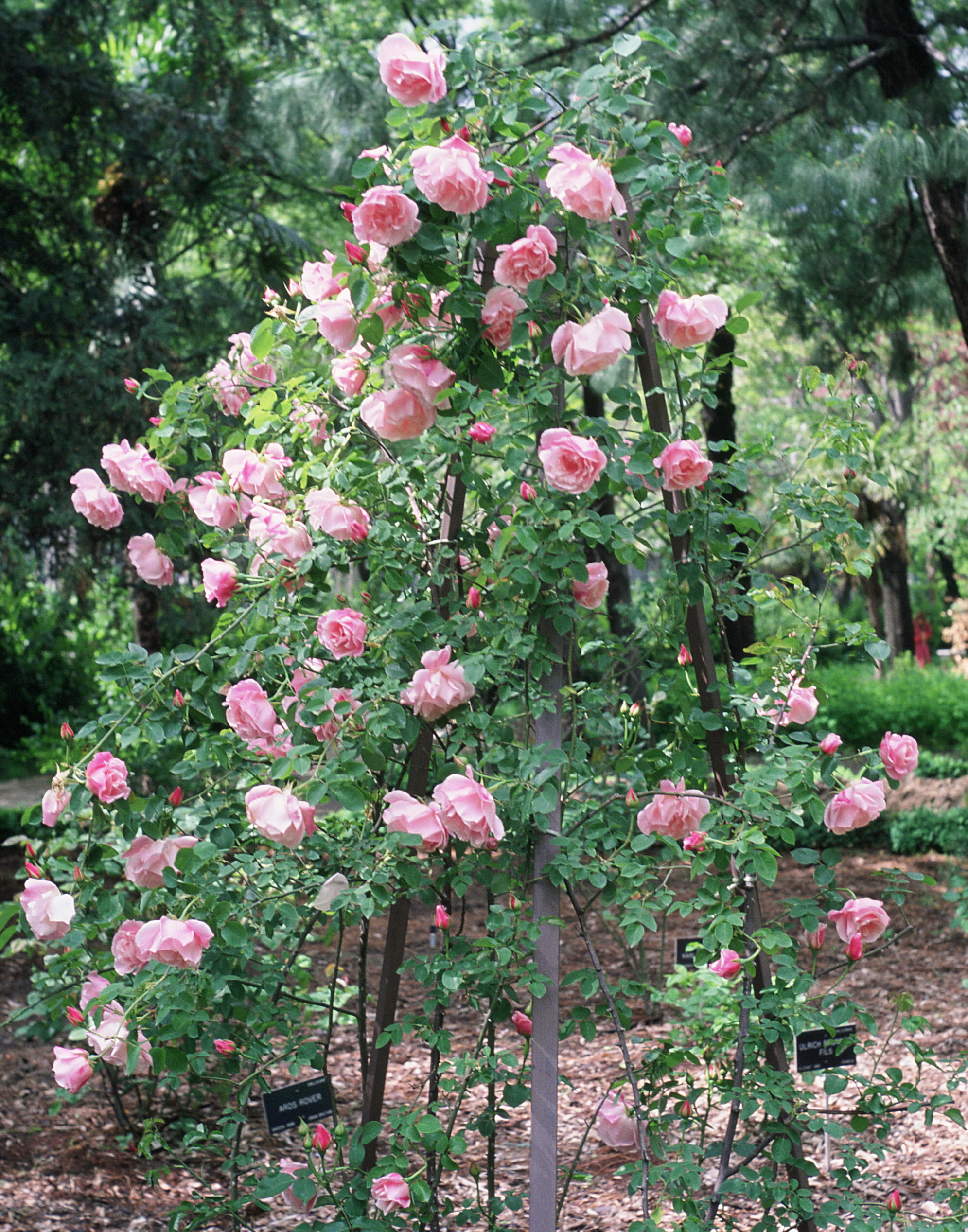
Rosa 'Madame Grégoire Staechelin' (P. Dot, 1927 gr. Híbrido de té, sect. Chinensis. Real Jardín Botánico de Madrid.
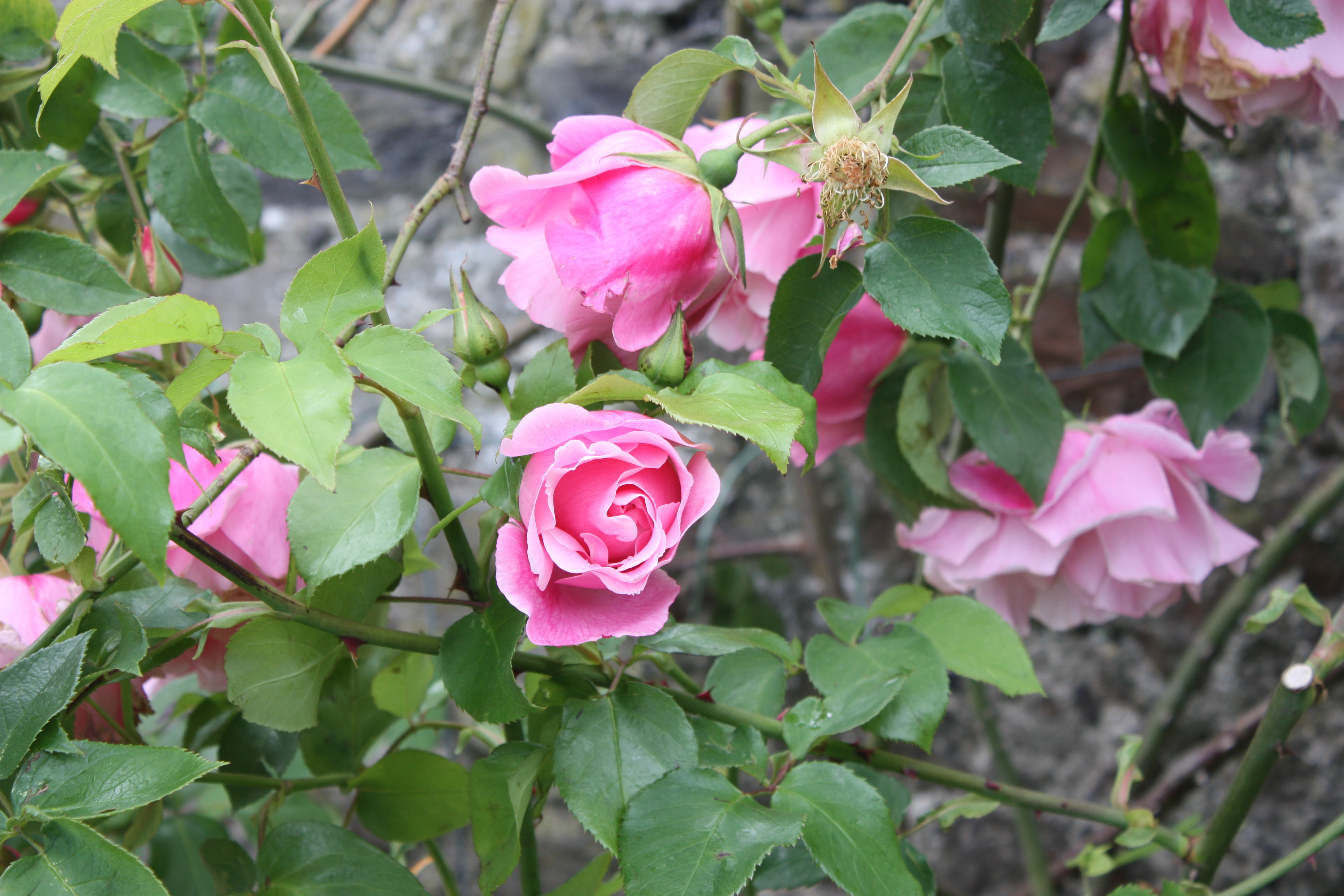
Rosa 'Madame Grégoire Staechelin' (P. Dot, 1927), en la Irish Museum of Modern Art, Royal Hospital, Kilmainham, Dublín-República de Irlanda.
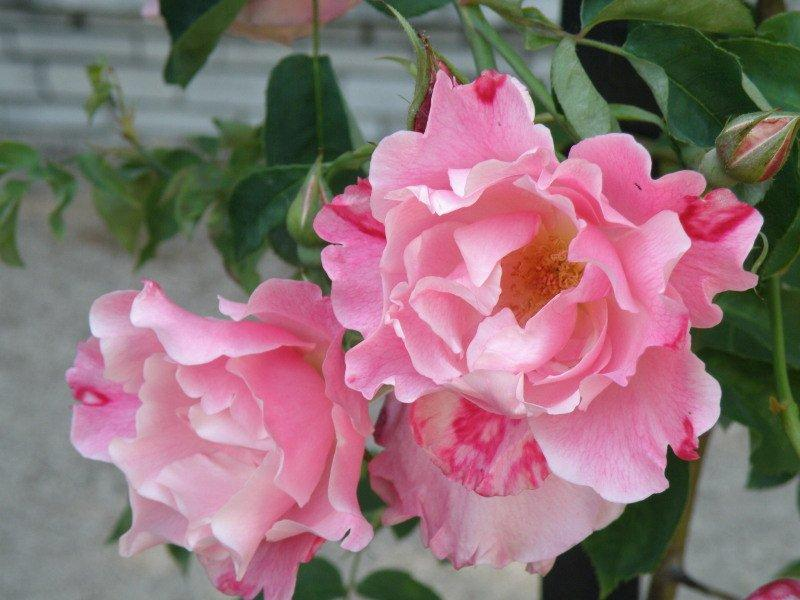
Rosa 'Madame Grégoire Staechelin' (Pedro Dot, 1927).